# Mariakapel (Koningslust)

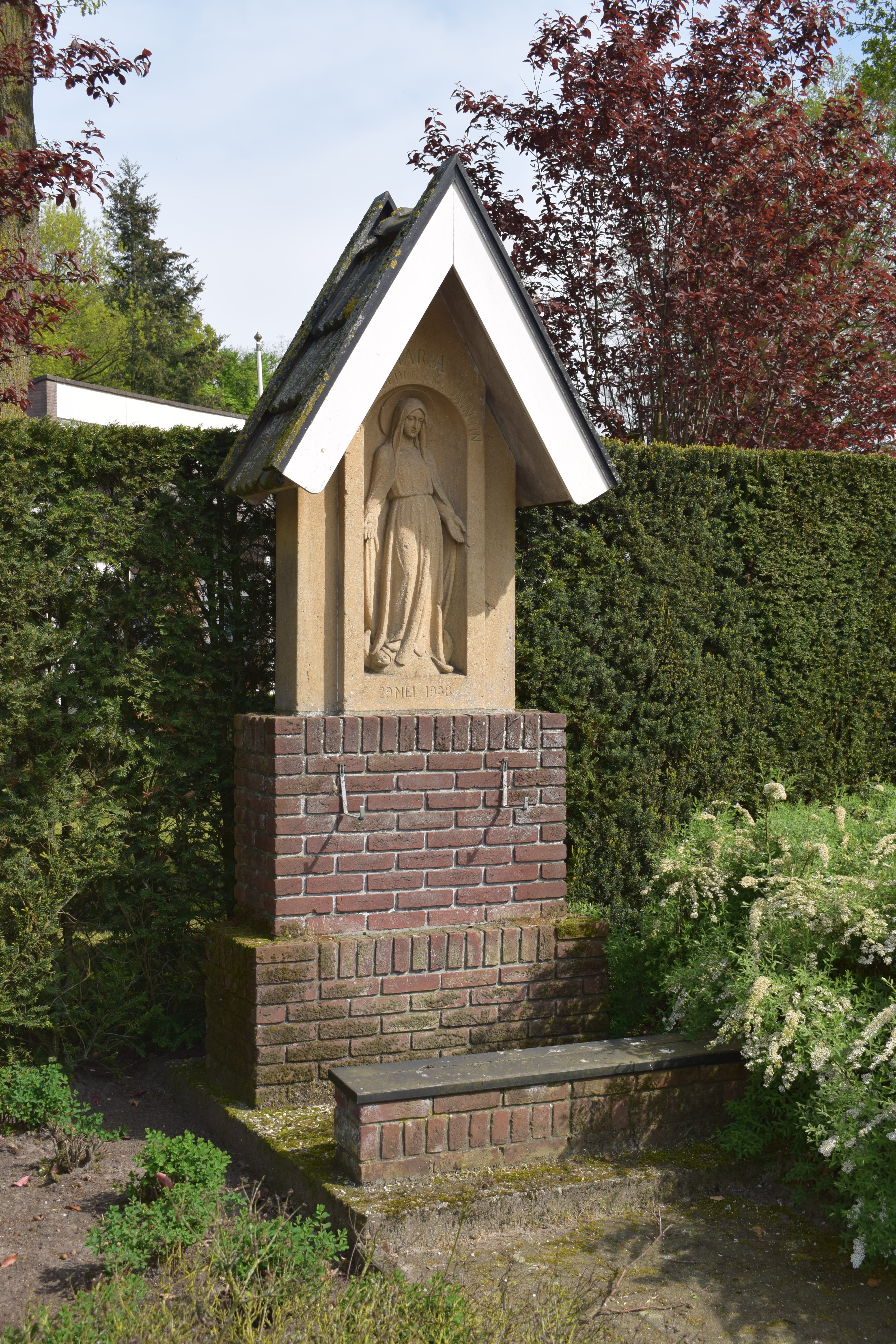
De Mariakapel

De Mariakapel is een kapel in Koningslust in de Nederlandse gemeente Peel en Maas. De kapel staat op de hoek van de straten De Remer en De Koningstraat in het oosten van het dorp.
Op ongeveer 250 meter naar het noordwesten staat de Sint-Antoniuskapel en op 800 meter naar het westen de Sint-Leonarduskapel.
De kapel is opgedragen aan Maria.

## Geschiedenis
Onduidelijk is wanneer de kapel precies gebouwd werd, maar het beeld in de kapel is waarschijnlijk iets ouder en werd in mei 1938 vervaardigd.

## Gebouw
De zuilkapel bestaat uit een bakstenen basement met daarop een bakstenen opbouw, daarop een grote natuursteen en hierop een klein spits zadeldak met pannen. Het zadeldak steekt over en wordt enkel gedragen door de natuursteen.
De natuursteen heeft een iets breder deel (achter) en een iets smaller deel (voor). In het smallere deel is in reliëf de madonna uitgehouwen die Maria toont met een aureool, terwijl ze op een halve maan en een slang (symbool van het kwaad) staat. Onder dit reliëf is een datum gegraveerd 29 mei 1938 en boven het reliëf is een tekst gegraveerd:

Maria
Onze moeder en koningin